# 巴倫鏢鱸
巴倫鏢鱸為輻鰭魚綱鱸形目鱸亞目河鱸科的其中一種，分布於美國田納西州及肯塔基州的Barren河流域，體長可達6.4公分，棲息在沿石底質的水塘、溪流。